# 나스트론드

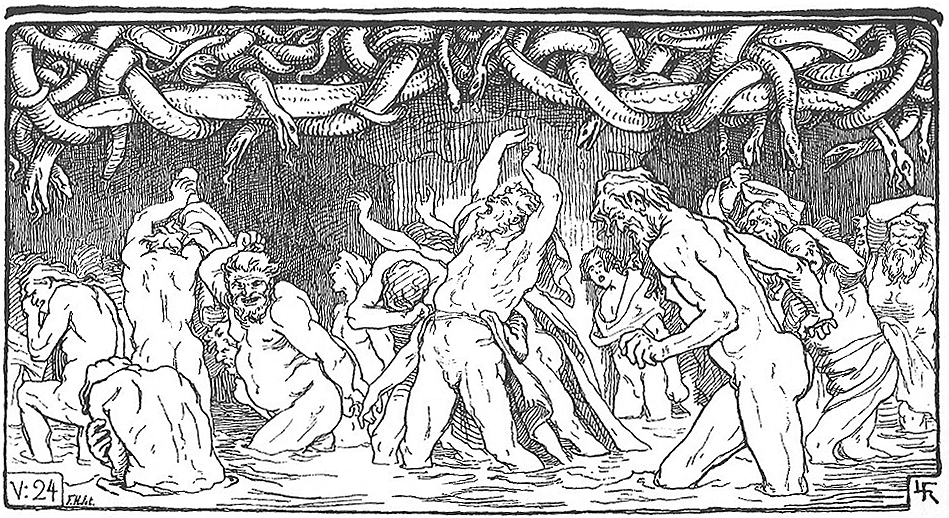

나스트론드(고대 노르드어: Nástrǫnd→시체의 해안)는 북유럽 신화에서 니플헤임 안에 존재하는 곳이다. 니드호그가 살면서 망자의 시체를 씹어먹는다. 살인을 저지른 자, 간통한 자, 맹세를 어긴 자들이 죽어서 이곳에 떨어지게 된다. 태양에게서 떨어진 곳으로, 문이 북쪽으로 나 있고 뱀의 등뼈를 엮어 골조를 삼았다. 지붕에서는 독액이 떨어지고, 악행을 저질러 나스트론드에 떨어진 자들은 니드호그와 늑대에 의해 찢기고 잡아먹힌다.
〈무녀의 예언〉 38 ~ 39절에 그 묘사가 등장한다.

무녀가 서서 저택을 보매

태양에게서 떨어져 있으며

시체의 해안가에 서 있도다.

그 문은 북쪽으로 나 있는데.

거기서 지붕의 구멍을 따라

독액이 방울방울 떨어지고

저택의 뼈대는 배암의

등뼈를 엮어 만들었네.

무녀가 거친 시냇물을 헤치며

걸어가 거기서 보매

위증을 저지른 사기꾼들

늑대 같은 살인마들

그리고 다른 이의 신뢰받는 아내를

유혹해 꾀어낸 자들

거기서 니드호그가 삼키는 것은

죽은 자의 시체요,

늑대는 사람을 찢는도다.

그대 아직도 앎을 원하는가? 그리고 무엇을 알려는가?

## 같이 보기
- 니플헤임
- 니플헬